# Vrh (żupania primorsko-gorska)
Vrh – wieś w Chorwacji, w żupanii primorsko-gorskiej, w mieście Krk. W 2011 roku liczyła 846 mieszkańców.